# Euphorbia echinulata
Euphorbia echinulata es una especie fanerógama perteneciente a la familia de las euforbiáceas. Es endémica de África oriental

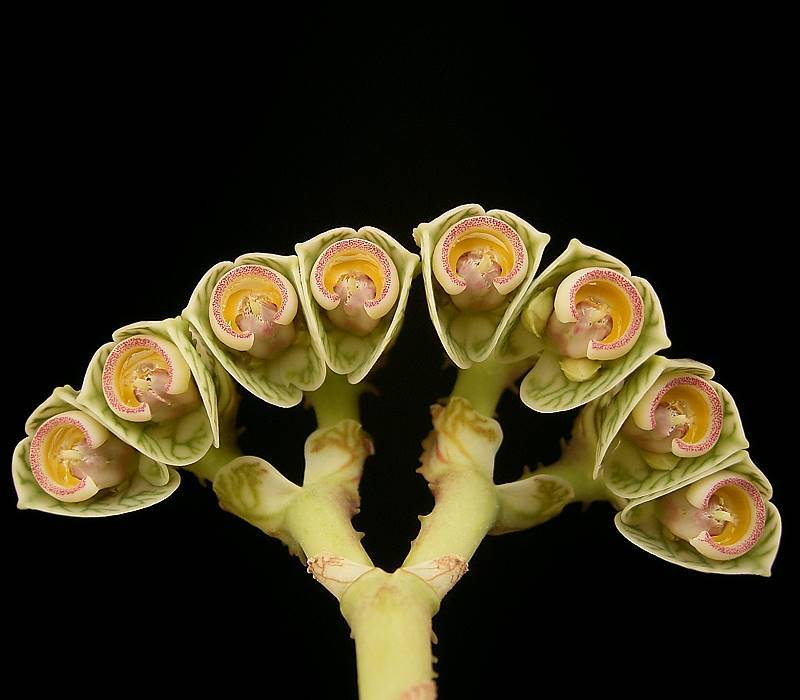
Detalle de la inflorescencia

## Descripción
Es una especie de planta suculenta perennifolia, con un  amplio patrón tuberoso, los tallos 1-3 no ramificados, con 30 (-50) cm de altura, hojas obovadas, de 12 x 6,5 cm, base disminuyendo hasta un pecíolo alado de 5 mm de largo, ápice apiculado, con quilla del nervio central en el envés.

## Ecología
Se encuentra desde Tanzania a Zambia en los suelos arenosos entre la hierba en matorrales caducifolios abiertos o  bosques de Brachystegia, a una altitud de 300-1825 metros. Es una especie de fácil cultivo.

## Taxonomía
Euphorbia echinulata fue descrita por (Stapf) Bruyns y publicado en Taxon 55: 412. 2006.
Etimología
Euphorbia: nombre genérico que deriva del médico griego del rey Juba II de Mauritania (52 a 50 a. C. - 23), Euphorbus, en su honor – o en alusión a su gran vientre –  ya que usaba médicamente Euphorbia resinifera. En 1753 Carlos Linneo asignó el nombre a todo el género.
echinulata: epíteto latino que significa "con pequeñas espinas".
Sinonimia
- Monadenium aculeolatum Pax
- Monadenium asperrimum Pax
- Monadenium echinulatum Stapf
- Monadenium echinulatum f. glabrescens P.R.O.Bally	[5][6]